# Lampetis morbillosa
Lampetis morbillosa es una especie de escarabajo del género Lampetis, familia Buprestidae. Fue descrita científicamente por Olivier en 1790.